# Yannick Pelletier
Yannick Pelletier (Bienne, 22 settembre 1976) è uno scacchista svizzero, Grande maestro.
Nella lista FIDE di aprile 2009 ha un Elo di 2559 punti ed è il secondo più forte giocatore svizzero dopo Vadim Milov. Ha raggiunto il suo massimo punteggio nel gennaio 2003, con 2624 punti.
Grande Maestro dal 2000, ha vinto tre volte il Campionato svizzero, nel 1995, 2000 e 2002. Si è classificato al primo posto negli open di Zurigo del 2001, 2002, 2004 e 2006. Nel torneo di Biel del 2007 (vinto da Magnus Carlsen e Aleksandr Oniščuk) ottenne il 3º posto alla pari con Judit Polgár, Aleksandr Griščuk e Teymur Rəcəbov.
Era prevista la sua partecipazione al FIDE Grand Prix 2008-2009, ma si ritirò in seguito alla rinuncia di Montreux ad ospitare una delle prove di tale competizione.